# Leichtathletik-Weltmeisterschaften 2023/Teilnehmer (Benin)
| Goldmedaillen | Silbermedaillen | Bronzemedaillen |
| ------------- | --------------- | --------------- |
| —             | —               | —               |

Der Leichtathletikverband von Benin nahm mit einer Athletin an den Leichtathletik-Weltmeisterschaften 2023 in Budapest teil.

## Ergebnisse

### Frauen

#### Laufdisziplinen
| Athletin      | Disziplin | Vorlauf     | Vorlauf | Halbfinale  | Halbfinale | Finale | Finale |
| Athletin      | Disziplin | Zeit        | Platz   | Zeit        | Platz      | Zeit   | Platz  |
| ------------- | --------- | ----------- | ------- | ----------- | ---------- | ------ | ------ |
| Noélie Yarigo | 800 m     | 1:59,96 min | 12      | 1:59,43 min | 8          | DNQ    | DNQ    |